# Georgi Zlatev-Cherkin
Georgi Dimitrov Zlatev-Cherkin (en bulgare : Георги Димитров Златев-Черкин né le
23 avril 1905 à Roussé (Bulgarie) et mort le 29 mars 1977 à Sofia, est un compositeur et pédagogue vocal bulgare.

## Biographie
De 1923 à 1925, il étudie à l'Académie nationale de musique le piano avec Ivan Torchanov et la théorie de la musique avec les professeurs Dobri Khristov, Pavel Stefanov et Nikola Atassov.
En 1929, il obtient de l'Académie nationale de musique et d'art dramatique de Vienne un diplôme pour l'étude de la voix et prend des cours privés auprès de Joseph Marx et Théo Lierhammer. Il y enseigne le chant de 1929 à 1936.
En 1931, il revient en Bulgarie et donne des conférences dans le cadre de l'Académie nationale de musique de Sofia dont il devient le professeur titulaire en 1944 et élu recteur (1948-1954) puis doyen de la Faculté des études d'opéra (1960-1974).
Il enseigne le chant au Conservatoire de Pékin, Tianjin et à Shanghai. Parmi ses élèves les plus connus on peut citer : Ljuba Welitsch.et Anna Tomowa-Sintow.
Il compose deux opérettes, des cantates, de la musique de chambre, une cinquantaine de chansons en solo, des chansons et de la musique traditionnelle. Il écrit des œuvres instrumentales parmi lesquelles sa Pastorale pour flûte et piano et Svedana pour violon et piano (transcrite plus tard pour d'autres instruments).

## Œuvres principales

### Musique de scène
- Les Rebelles Songs opérette (1955),
- Le Trésor caché opérette (coécrit avec son fils Georgi Cherkin, 1961),
- Cantates septembre 1923, paroles de P. Tibolov (1945),
- Little cantata, des mots en chinois d'après des poèmes chinois en mai Lee (1957).

### Musique de chambre
- Trio no 1 (1944) – Trio no 2 (1948),
- Pastorale pour flûte et piano'(1948),
- Ancient Song pour trompette et piano (1952),
- Trois pièces pour hautbois (1961),
- Sevdana (1944, également transcrit pour alto et piano, pour violoncelle et piano),
- Valse-Caprice (1944),
- Elegy (1946),
- Song et Rachenitza (1946),
- Evening Song (1946),
- Joke (1946),
- Quatre pièces (1947),
- Pour le piano : peu de fantaisie, trois bagatelles, deux études, trois petites pièces, des études de Lumière (1950), la danse traditionnelle (1951), Prélude.

### Musique vocale
- Le Blue-Eyed Girl, sur un poème de Elisaveta Bagriana (1944),
- Momini Jalbi (Plainte Pucelle) (1946),
- Luda Mladost(Reckless Youth) (1946),
- Lele Yano (1946),
- Soirées d'hiver (1958).

### Musique chorale
- Notre Parti, paroles de K. Maslarov (1945),
- Pristanusha (Ranaway Bride), chanson traditionnelle (1948).

## Référence
- (en + bg) Bibliographie de Georgi Zlatev-Cherkin sur le site de l'Union des Compositeurs bulgares.